# 张玺荣
张玺荣，甘肃中卫人，是一名清朝政治人物。
张玺荣曾于1792年接替王劝任金山县知县一职，1792年由王劝接任。